# Toxoniella waruii
Toxoniella waruii – gatunek pająka z rodziny obniżowatych. Endemiczny dla Kenii.

## Taksonomia
Gatunek ten opisany został po raz pierwszy w 2021 roku przez Dancuna A. Oketcha i Li Shuqianga na łamach „African Invertebrates” w publikacji współautorstwa Esther N. Kioko. Jako lokalizację typową wskazano Naro Moru Gate na terenie Parku Narodowego Góry Kenia w gminie Naro Moru w kenijskim hrabstwie Nyeri. Epitet gatunkowy nadano na cześć kenijskiego ekologa Charlesa Warui.

## Morfologia

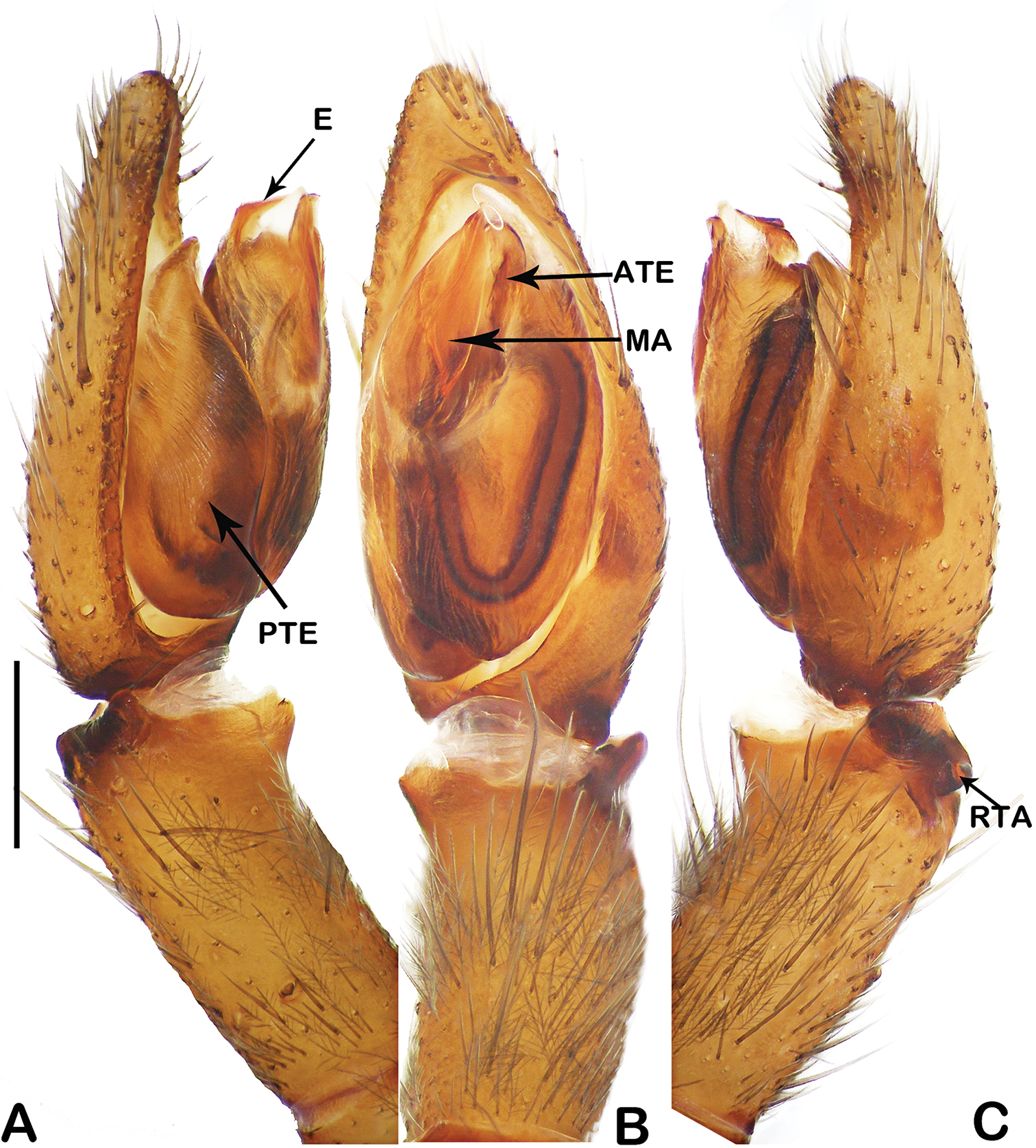
Bulbus samca. RTA: apofiza retrolateralna, MA: apofiza medialna, ATE: przedni wyrostek tegularny, PTE: tylny wyrostek tegularny, E: embolus

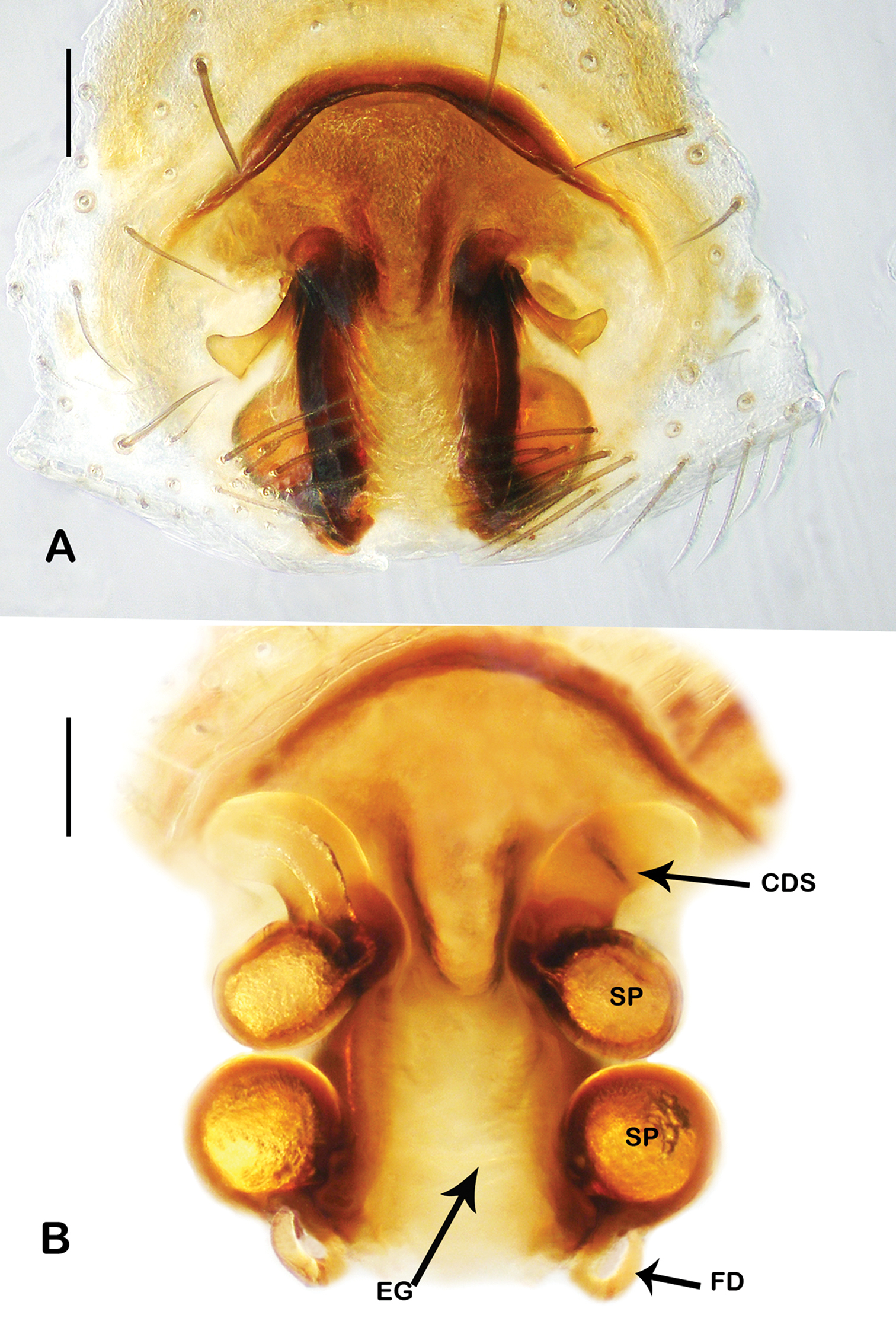
Genitalia samicy. EG: płytka płciowa, CDS: cul de sacs, SP: spermateka, FD: przewód zapłodnieniowy

Samiec ma ciało długości 7,2 mm przy karapaksie długości 3,4 mm i szerokości 2,5 mm, samica zaś ma ciało długości 7,2 mm przy karapaksie długości 3,4 mm i szerokości 2,2 mm.
Ubarwienie karapaksu jest brązowopomarańczowe z szarymi bokami i szarymi liniami rozchodzącymi się promieniście z jamki, bez wzoru na wąskiej części głowowej; u samicy nieco ciemniejsze niż u samca. Krótki nadustek, szczękoczułki, warga dolna, szczęki i dłuższe niż szerokie, w zarysie sercowate sternum są brązowopomarańczowe. Opistosoma (odwłok) samca jest z wierzchu gęsto i szaro oszczeciniona z rudobrązowym przodem, od spodu zaś bladożółta z dwoma liniami. U samicy opistosoma jest szara, szersza niż u samca.
Nogogłaszczki samca cechują się zakrzywioną, listwowatą, na szczycie zaostrzoną apofizą retrolateralną, wyraźnie oddzielonymi wyrostkami tegularnymi przednim i tylnym, spłaszczoną i odsiebnie zaostrzoną apofizą medialną oraz zakrzywionym embolusem wyposażonym w błoniasty skleryt pętlowaty. Samica ma brązową, zesklerotyzowaną płytkę płciową z równomiernie ku dołowi zakrzywioną krawędzią przednią, dłuższą niż szeroką bruzdą, położonym w pobliżu przedniej krawędzi cul de sacs oraz spermatekami przedniej pary skierowanymi tylno-bocznie i mniejszymi od spermatek pary tylnej; zarys spermatek prześwituje przez płytkę.

## Występowanie
Pająk afrotropikalny, endemiczny dla Kenii, znany wyłącznie z lokalizacji typowej. Spotkany na rzędnych 2465 m n.p.m.